# Zographus regalis oboutensis
Zographus regalis oboutensis es una subespecie de escarabajo longicornio del género Zographus, tribu Sternotomini, subfamilia Lamiinae. Fue descrita científicamente por Teocchi, Sudre y Jiroux en 2014.

## Descripción
Mide 20-21 milímetros de longitud.

## Distribución
Se distribuye por Camerún.